# Przejście graniczne Sławatycze-Domaczewo
Przejście graniczne Sławatycze-Domaczewo – polsko-białoruskie drogowe przejście graniczne położone w województwie lubelskim, w powiecie bialskim, w gminie Sławatycze, w miejscowości Sławatycze.

## Opis
Przejście graniczne Sławatycze-Domaczewo początkowo zostało utworzone wyłącznie dla uproszczonego ruchu granicznego. Dopuszczony był ruch osobowy, na podstawie przepustek dla obywateli Polski i Białorusi. Organy Straży Granicznej dokonywały odprawy granicznej i celnej. 21 stycznia 1995 roku zostało uroczyście otwarte ogólnodostępne drogowe przejście graniczne Sławatycze-Domaczewo w którym udział wzięli między innymi premier RP Waldemar Pawlak, komendant główny SG ppłk Jan Wojcieszczuk oraz ze strony białoruskiej – prezydent Alaksandr Łukaszenka. Czynne przez całą dobę. Dopuszczony jest ruch osób, środków transportowych i towarów z wyłączeniem ruchu autobusowego bez względu na ich obywatelstwo lub przynależność państwową. Od 10 grudnia 2001 roku nastąpiło rozszerzenie ruchu do 3,5 tony masy całkowitej, z wyjątkiem towarów objętych procedurą TIR) oraz mały ruch graniczny.
Do przejścia granicznego po stronie polskiej prowadzi droga krajowa nr 63, a po stronie białoruskiej droga nr P94.
1 lipca 2013 roku na okres 6 miesięcy na podstawie porozumienia Szefów służb granicznych Polski i Białorusi wprowadzony został pilotażowy program związany z rozszerzeniem zakresu ruchu o ruch autobusów oraz pojazdów o dopuszczalnej masie całkowitej do 7,5 tony. W związku z pozytywnym odbiorem społecznym ww. pilotażu, decyzją Szefów służb granicznych Polski i Białorusi był on przedłużony do 30 czerwca 2014 roku . 6 sierpnia 2015 roku od godziny 00:00 w związku z pismem nr KG–ZG – 6591/WSG/AS/15 z 3 sierpnia 2015 roku wstrzymano bezterminowo pilotaż rozszerzenia dopuszczalnego ruchu o ruch autokarów i pojazdów ciężarowych o dmc do 7,5 t. Dopuszczony rodzaj ruchu jest zgodny z zapisami Obwieszczenia MSW z 3 lipca 2015 roku w sprawie ogłoszenia przejść granicznych, rodzaju ruchu dozwolonego przez te przejścia oraz czasu ich otwarcia i odbywa się na 7 pasach na kierunku wjazdowym i 7 pasach na kierunku wyjazdowym zgodnie z oznakowaniem:
- Wjazd:
  - 1 – CD/CC/PRIORYTET
  - 2 – UE
  - 3 – UE
  - 4 – all passports
  - 5 – all passports
  - 6 – all passports, pas zielony
  - 7 – all passports, towary do zgłoszenia

- Wyjazd:
  - 1 – CD/CC/PRIORYTET
  - 2 – UE, zielony
  - 3 – UE, zielony
  - 4 – all passports, zielony
  - 5 – all passports, VAT
  - 6 – all passports, E-VAT
  - 7 – all passports, towary do zgłoszenia.

### Podmioty odpowiedzialne
Stan z 5 marca 2015
Podmioty odpowiedzialne za dokonywanie kontroli osób, towarów i pojazdów przekraczających granicę:
- Kontrola graniczna: Placówka Straży Granicznej w Sławatyczach[3][a].
- Kontrola celna: Oddział Celny w Sławatyczach (Urząd Celny Biała Podlaska, Izba Celna Biała Podlaska).

Administracja przejścia:
- Administracja przejścia: Zespół Drogowego Przejścia Granicznego w Sławatyczach podległy Lubelskiemu Zarządowi Obsługi Przejść Granicznych w Chełmie – Wydział Zamiejscowy w Koroszczynie (stan zatrudnienia – 13 osób).

### Stanowiska odpraw, miejsca postojowe
Stan z 5 marca 2015
- Polska i białoruska kontrola graniczna i celna osób i pojazdów przekraczających granicę (w obu kierunkach) odbywa się na polskim terytorium.
- Potokowa organizacja ruchu - kontrola graniczna i celna osób i pojazdów odbywa się na 14 pasach odpraw (po 7 w obu kierunkach).
- Liczba stanowisk kontrolerskich w pawilonach kontroli paszportowo–celnej przy pasach odpraw w obu kierunkach: 
  - Polskie służby – 16 (po 8 dla obu służb)
  - Białoruskie służby – 16 (po 8 dla obu służb).

### Obiekty kubaturowe
Stan z 5 marca 2015
- Budynek główny służbowy (ogółem 1 095,70 m²)[b]
- Pawilony kontroli paszportowo–celnej przy pasach odpraw na obu kierunkach ruchu – 8 szt. (łącznie 103,20 m²)[b]
- Budynek kontroli szczegółowej pojazdów (129,30 m²)
- Budynki przeznaczone do obsługi ruchu towarowego samochodów ciężarowych o dopuszczalnej masie całkowitej do 3,5 t – 2  zt. (łącznie 602,60 m²)
- Pawilony na rogatkach: wjazdowej i wyjazdowej – 2 szt.(łącznie 7,60 m²)
- Budynki zaplecza technicznego – 4 szt.(łącznie 141,20 m²)
- Budynek garażowy (134,98 m²)
- Wiaty nad pasami odpraw – 4 szt. (łącznie 6 685,80 m²).

### Media
Stan z 5 marca 2015
- Zasilanie elektroenergetyczne: stacja transformatorowa zasilana jednostronnie linią SN 15 kV oraz agregat prądotwórczy i UPS
- Sieć telefoniczna: łączność telefoniczna (wewnętrzna i zewnętrzna) zapewniona jest dla wszystkich służb i pozostałych użytkowników pomieszczeń na przejściu poprzez automatyczną centralę telefoniczną i łącza bezpośrednie.
- Sieci teletechniczne: CCTV, OS, SKD, SSP, SSWiN, WLAN
- Gospodarka wodno–ściekowa: zaopatrzenie w wodę z wodociągu gminnego; odprowadzanie ścieków sanitarnych do gminnej oczyszczalni ścieków; własna oczyszczalnia wód opadowych z odprowadzeniem do rzeki Bug
- Ogrzewanie i zaopatrzenie w ciepłą wodę: własna kotłownia olejowa.

### Inne elementy infrastruktury należące do przejścia granicznego
Stan z 5 marca 2015
- Stacjonarny monitor promieniowania typu bramkowego – 1 zestaw
- Zapory drogowe (szlabany) – 6 szt.
- Maszt antenowy.

### Przejście graniczne polsko-radzieckie
W okresie istnienia Związku Radzieckiego od 24 stycznia 1986 roku zaczął funkcjonować tu polsko-radziecki Punkt Uproszczonego Przekraczania Granicy Sławatycze-Domaczewo. Przekraczanie granicy odbywało się na podstawie przepustek. Organy Wojsk Ochrony Pogranicza wykonywały odprawę graniczną i celną. Kontrolę graniczną i celną osób, towarów i środków transportu wykonywała Strażnica WOP Sławatycze.